# Medingen (Luksemburg)
Medingen (lb. Méideng) – wieś (Uertschaft) w południowym Luksemburgu, w kantonie Luksemburg, w gminie Contern. Do 3 października 2015 miejscowość leżała w dystrykcie Luksemburg. Liczy 131 mieszkańców (1 stycznia 2023). 